# 奇馬爾特南戈省
奇馬爾特南戈省 （Departamento de Chimaltenango）是瓜地馬拉的一個省，位於該國中部。面積1,979平方公里，2018年人口615,776人。首府奇馬爾特南戈。
下分16市。